# Atractus pantostictus
Atractus pantostictus este o specie de șerpi din genul Atractus, familia Colubridae, descrisă de Rosette Mercedes Saraiva Batarda Fernandes și Puorto 1993. Conform Catalogue of Life specia Atractus pantostictus nu are subspecii cunoscute.